# 23 Canum Venaticorum
23 Canum Venaticorum är en orange ljusstark jätte i stjärnbilden Jakthundarna. Stjärnan har visuell magnitud +5,60 och är därmed knappt synlig för blotta ögat vid god seeing.